# شرل دونیه
شرل دونیه (انگلیسی: Cheryl Dunye؛ زادهٔ ۱۳ مهٔ ۱۹۶۶) هنرپیشه و کارگردان فیلم اهل ایالات متحده آمریکا است. وی از سال ۱۹۹۰ میلادی تاکنون مشغول فعالیت بوده‌است.